# چبیاتکوا
چبیاتکوا (به لاتین: Trzebiatkowa) یک سکونتگاه مسکونی در لهستان است که در Gmina Tuchomie واقع شده‌است.

## خصوصیات
چبیاتکوا ۴۷۵ نفر جمعیت دارد.